# دندان‌خنجری (کمیک)
دندان خنجری (به انگلیسی: Sabretooth) با نام اصلی ویکتور کرید، یک شخصیت خیالی ابرشرور از داستان‌های کمیک استریپ شرکت مارول کامیکس است که اغلب با مجموعه مردان ایکس در ارتباط است. شخصیت دندان خنجری توسط کریس کلیرمونت و جان بیرن طراحی و خلق شده‌است؛ که برای نخستین بار در شماره ۱۴ از آیرن فیست (اوت ۱۹۷۷) حضور پیدا کرد. او جهش‌یافته‌ای قدرتمند است که از توانایی‌های او می‌توان به قابلیت زوددرمانی، پنجه‌ها و دندان‌هایی تیز و حواس پنجگانه ابرانسانی اشاره کرد. در اوایل سال ۱۹۶۰، کرید مأمور عملیات ویژه برای آژانس اطلاعات مرکزی بود که به او اسم رمز دندان خنجری را داده بودند. در سازمان سی‌آی‌اِی کرید اغلب با دو مأمور ابرانسانی جهش‌یافته دیگر به نام‌های لوگان، (با اسم رمز ولورین) و دیوید نورث با اسم رمز ماوریک همکاری می‌کرد.
شخصیت دندان خنجری در چندین فیلم، پویانمایی و بازی ویدئویی مرتبط با مردان ایکس حضور دارد. نقش او را تایلر مین در اولین فیلم مردان ایکس (۲۰۰۰) به عنوان یکی از زیردستان مگنیتو بازی کرده‌است، و سپس لیو شرایبر در فیلم خاستگاه مردان ایکس: ولورین (۲۰۰۹) نقش دندان خنجری را ایفا کرده‌است.